# 工藤青石
工藤 青石 (くどう あおし、1964年 - ) は、東京都出身のグラフィックデザイナー、クリエイティブ・ディレクター。東京藝術大学デザイン科非常勤講師、コミュニケーションデザイン研究所代表。

## 来歴
- 1964年 - 東京都生まれ
- 1988年 - 東京藝術大学卒業、同年資生堂宣伝部入社
- 1992年 - 4年間パリ駐在
- 2005年 - 資生堂を退社し、平野敬子とともにコミュニケーションデザイン研究所 (CDL) 設立
- 東京ADC・東京TDC 会員。

## 主な作品
- 資生堂化粧品「SHISEIDO MEN」「ザ・メイクアップ」「qiora」「IPSA」のプロダクト・パッケージのディレクション、デザイン
- 資生堂化粧品「qiora」ブランドのクリエイティブディレクションおよび New York shop のデザイン
- 銀座ハウス オブ シセイドウのインタラクティブな装置「アーカイブテーブル」のプランニング、デザイン
- 三越ギフトプロモーションのクリエイティブディレクション

## 主な受賞歴
- 毎日デザイン賞
- 東京ADC賞
- 日本パッケージデザイン賞大賞
- 米国建築家協会ニューヨーク最優秀デザイン賞
- ID-Award
- ニューヨークフェスティバル金賞
- NY ADC賞銀賞
- 日本ディスプレイデザイン賞大賞
- CSデザイン賞大賞
- JAGDA新人賞 など

## 関連人物
- 平野敬子